# Gemeine Tapezierspinne
Die Gemeine Tapezierspinne (Atypus affinis) ist eine Spinnenart aus der Familie der Tapezierspinnen. Verbreitet ist sie von Nordafrika bis nach Dänemark und Südschweden. Sie wurde von der Arachnologischen Gesellschaft (AraGes) zur Spinne des Jahres 2013 gekürt.

## Kennzeichen
Atypus affinis ist einfarbig schwarz oder braun. Die Männchen haben eine Körperlänge von 7 bis 9 mm, während Weibchen 10 bis 15 mm groß werden können. Von den anderen beiden heimischen Atypus-Arten unterscheidet sie sich durch ihre deutlich dreigliedrigen hinteren Spinnwarzen.

## Verbreitung

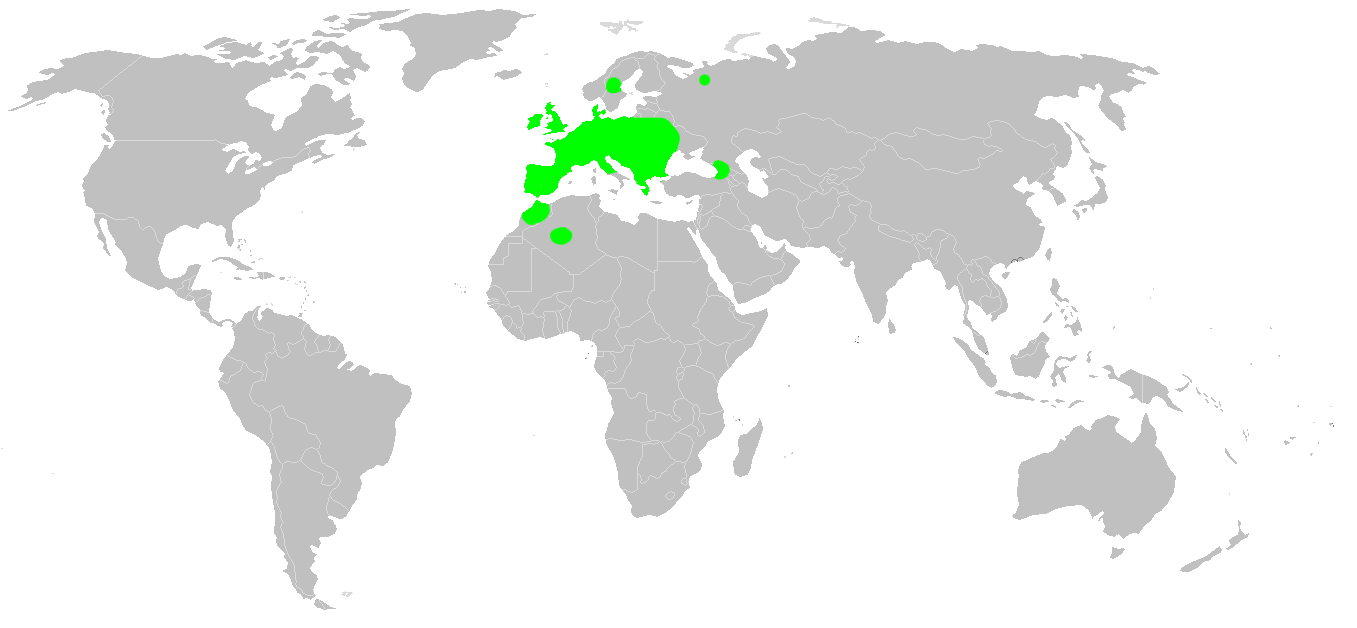
Verbreitungsgebiet von Atypus affinis

Das Verbreitungsgebiet umfasst Europa von Portugal bis zur Ukraine und von Schweden bis Griechenland sowie Nordafrika und den Kaukasus. In Großbritannien ist sie die einzige Art der Gattung Atypus.

## Lebensweise
Ihr Lebensraum sind meist felsige Hänge in trockenen Kiefernwäldern oder Heidelandschaften. Der oberirdische Fangschlauch ist ca. 13 bis 17 cm lang, der unterirdische Wohnschlauch 20 bis 45 cm.
Mit etwa vier Jahren werden die Tiere geschlechtsreif. Die Paarungszeit liegt im Herbst. Die Männchen begeben sich auf die Suche nach einem Wohngespinst eines Weibchens und leben anschließend dort mit diesem zusammen, bis das Männchen kurz nach der Paarung stirbt. Die Jungtiere schlüpfen im folgenden Sommer. Weibchen werden bis zu acht Jahre alt.

## Gefährdung
Atypus affinis wurde in der Roten Listen der folgenden Ländern (Auswahl) kategorisiert:
- Deutschland: V (Vorwarnliste)
  - Bayern:[5]
    - Alpenvorland/Alpen: 2 (stark gefährdet)
    - Schichtstufenland: 3 (gefährdet)
    - Ostbayerisches Grundgebirge: 2 (stark gefährdet)
    - Tertiär-Hügelland/Schotterplatten: 2 (stark gefährdet)

  - Baden-Württemberg: 3 (gefährdet)
  - Nordrhein-Westfalen: 2 (stark gefährdet)
  - Mecklenburg-Vorpommern: 4 (potentiell gefährdet)
  - Niedersachsen: 3 (gefährdet)
  - Thüringen: 2 (stark gefährdet)

Atypus affinis ist damit die in Deutschland am wenigsten gefährdete Atypus-Art.

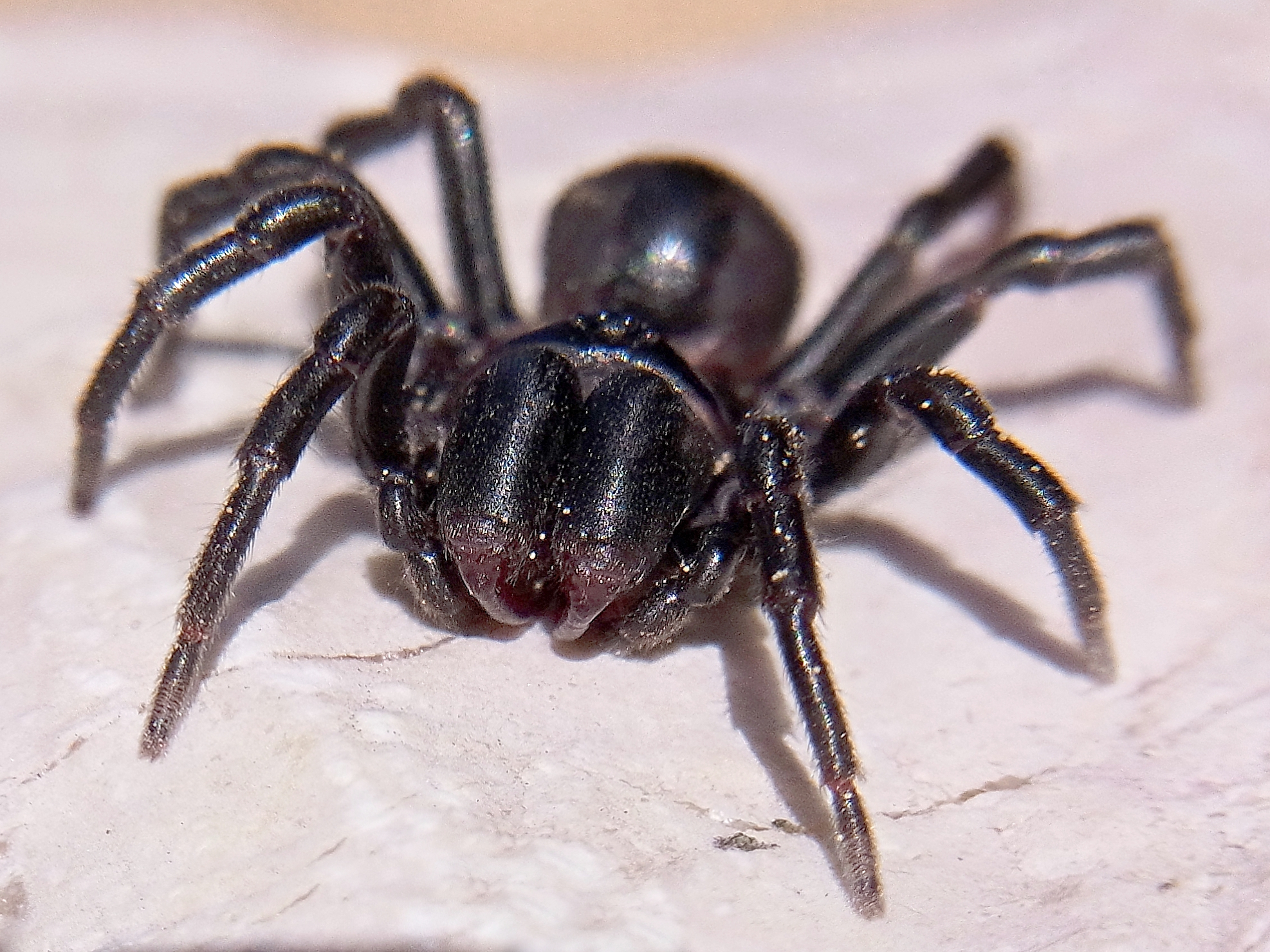
Frontalansicht
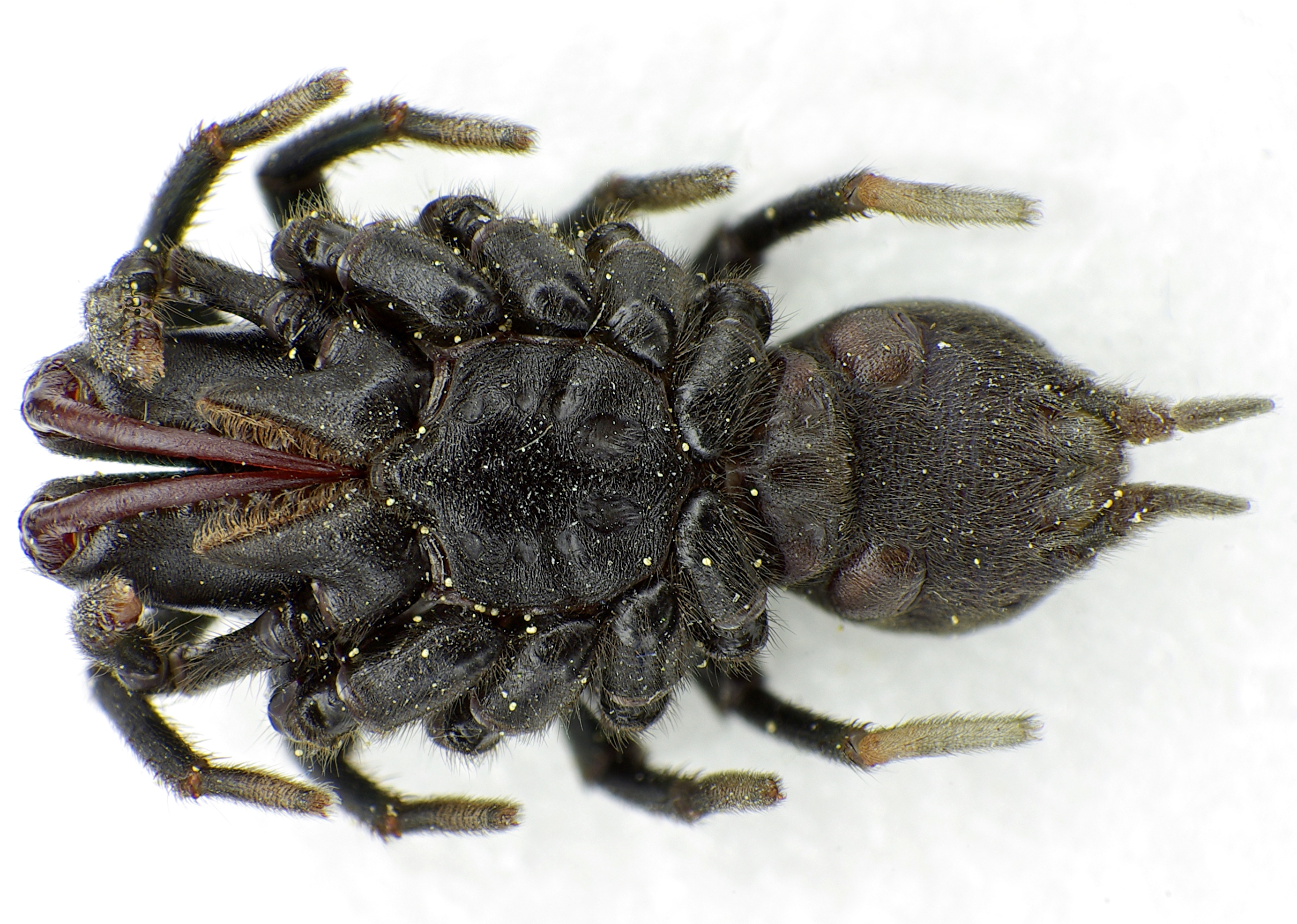
Unterseite
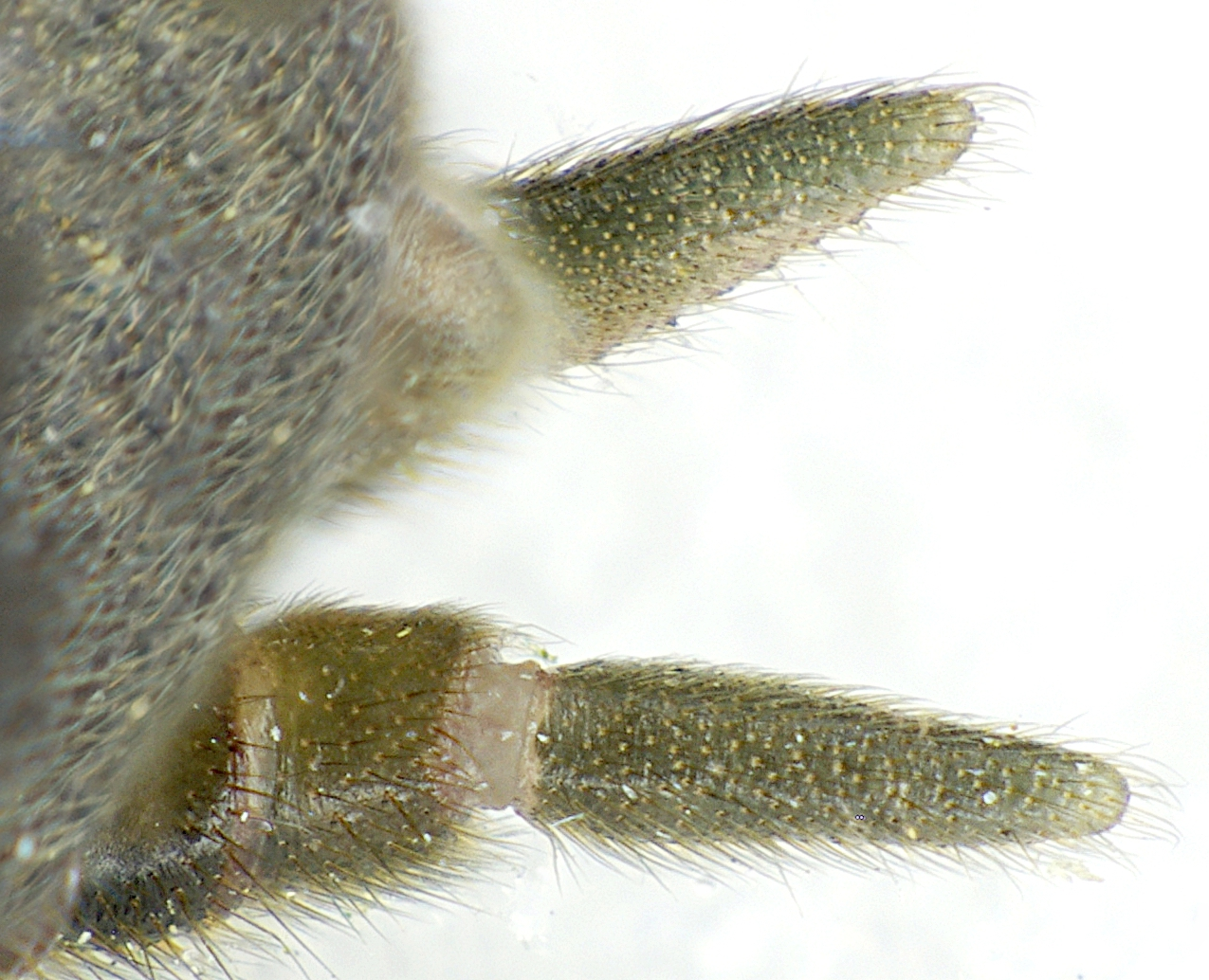
Hintere Spinnwarzen von schräg oben
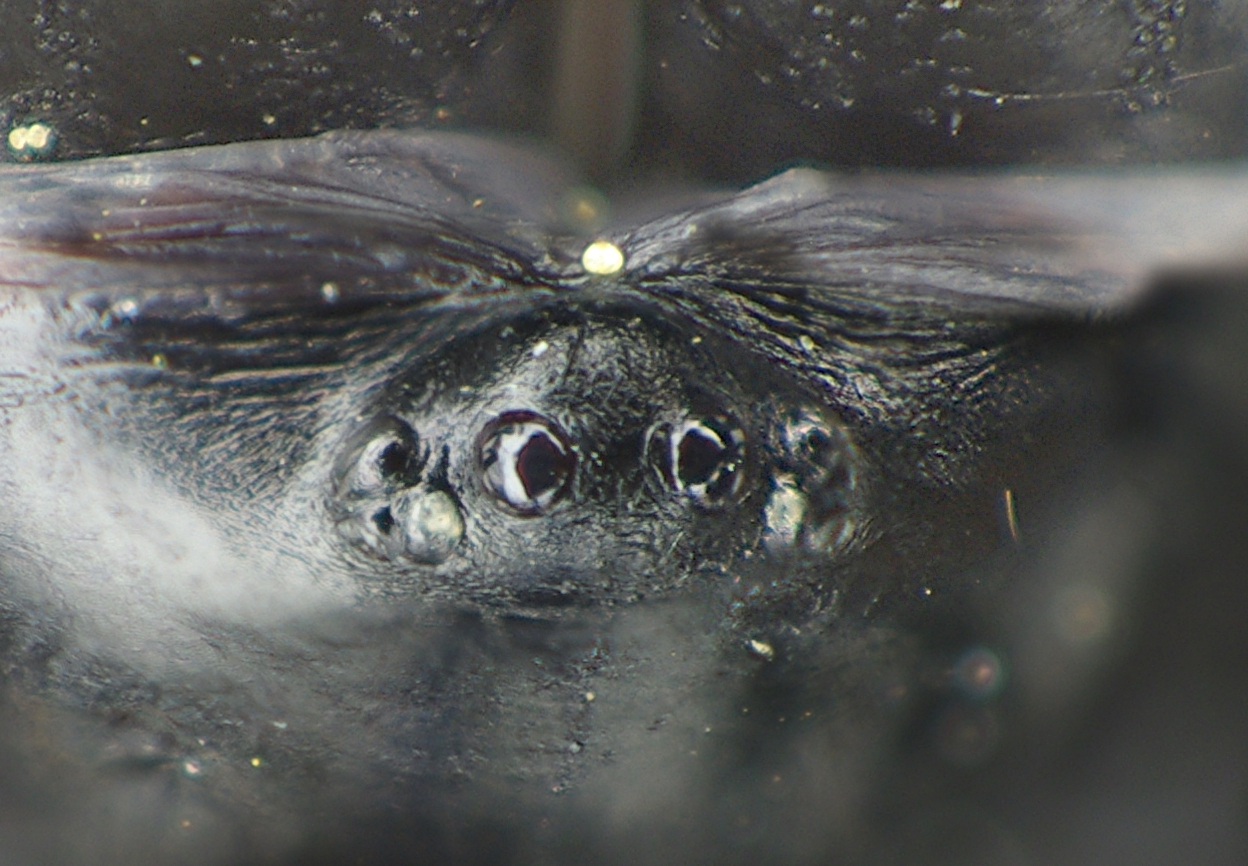
Augenhügel von oben (vorn entspricht oben)
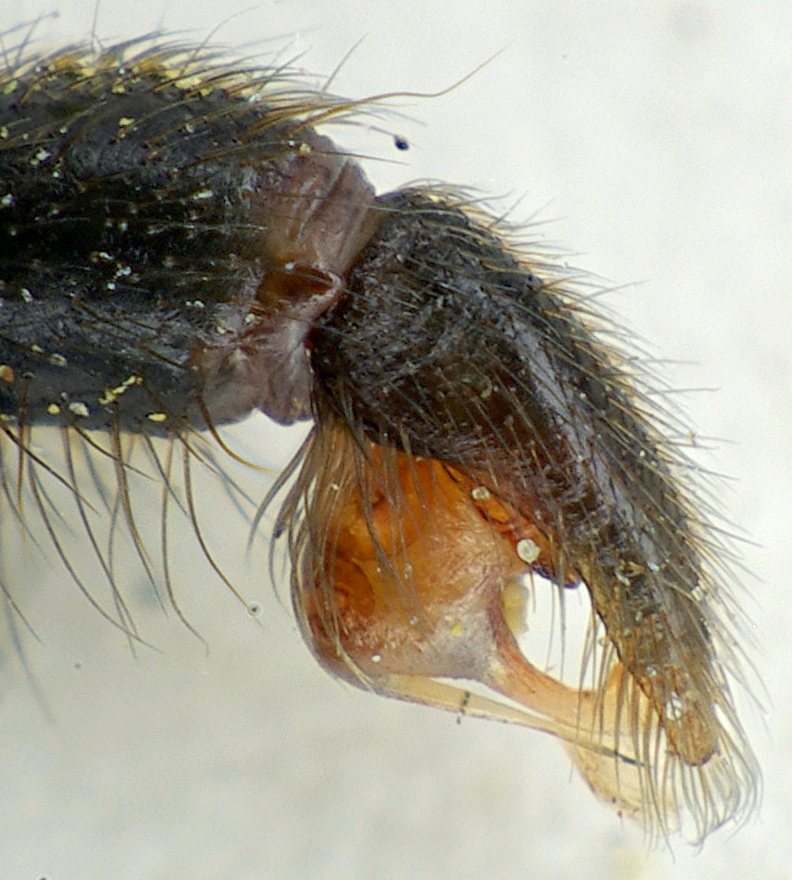
Ende des Palpus des Männchens von innen
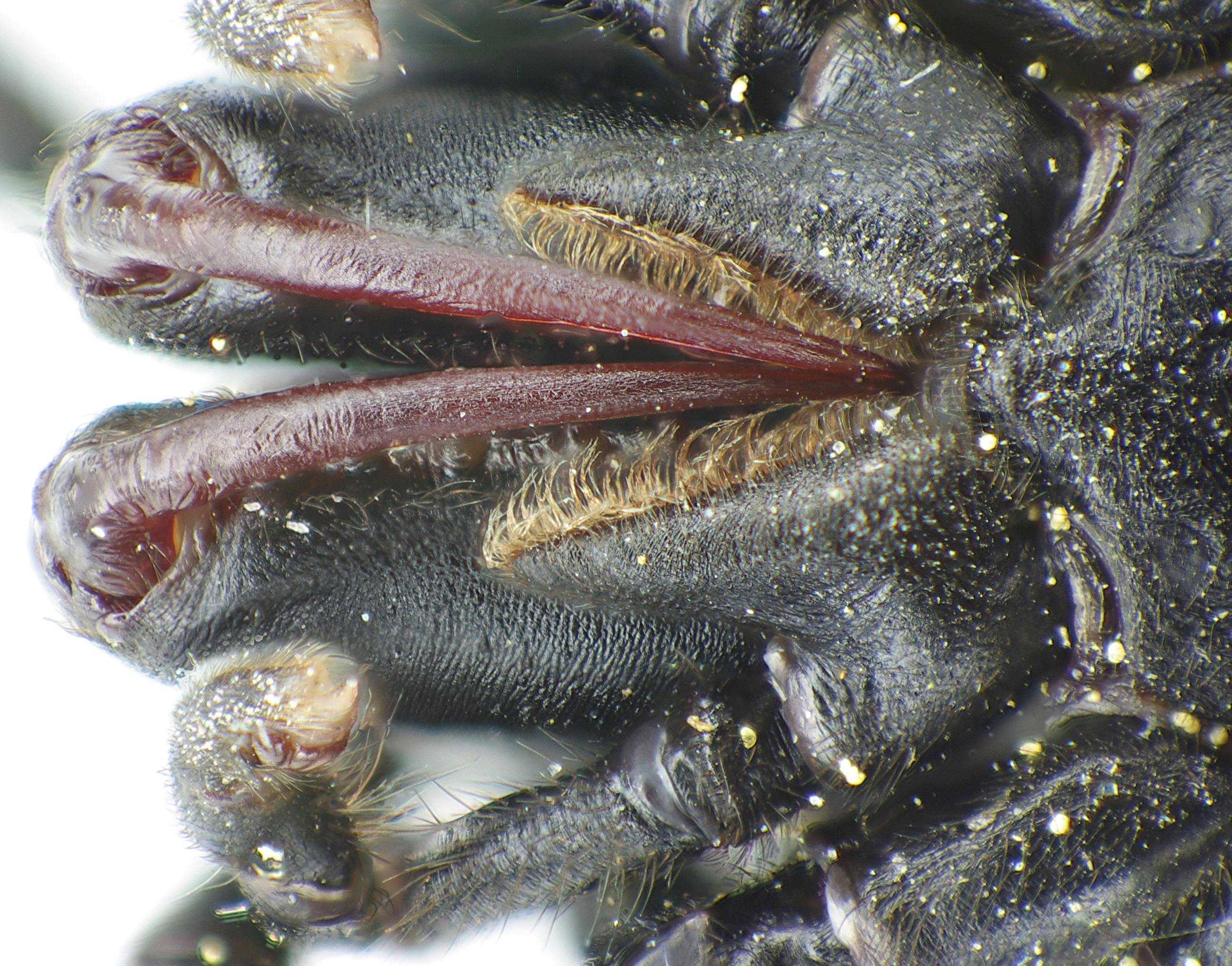
Cheliceren von unten